# Елагин, Василий Алексеевич
Василий Алексеевич Елагин (1818—1879) — историк, публицист.

## Биография
Из дворян. Сын хозяйки знаменитого московского литературно-философского салона Авдотьи Елагиной; брат по матери известных теоретиков славянофильства Ивана Киреевского и Петра Киреевского. Получил разностороннее домашнее образование и воспитание. Окончил юридический факультет Императорского Московского университета (1839) со степенью кандидата. В 1842 году уехал за границу, где слушал лекции по философии и истории в Берлинском и Парижском университетах. Посетил Черногорию. Вернувшись в Москву, сдал магистерские экзамены (1844), но диссертацию не представил. В 1845 женился на своей троюродной сестре Екатерине Ивановне Мойер, дочери дерптского профессора медицины Ивана Мойера. После этого поселился в селе Бунино Болховского уезда Орловской губернии, где занимался хозяйством и одновременно историческими и философскими исследованиями.

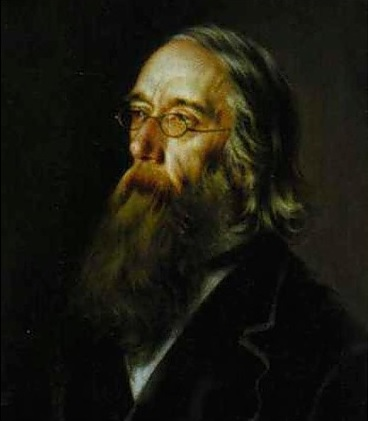
В. А. Елагин (1875 год).
Портрет маслом Э. А. Дмитриева-Мамонова. Государственный музей А. С. Пушкина

Первой публикацией Елагина была рецензия на книгу М. С. Жуковой «Очерки Южной Франции и Ниццы» (1845). Опубликовал работу «Об „Истории Чехии“ Франца Палацкого» (1848), переведённую на чешский язык (1849). Восторженно относился к чешскому национальному возрождению, но протестантское направление чешской историографии в освещении гуситского движения представлялось Елагину неприемлемым. Считал важным решить вопрос, «до какой степени сильно было в чешском народе сочувствие с нашею восточною верою, и когда окончательно погибло это сочувствие».
В 1860-е годы сотрудничал со славянофильскими изданиями (например, с газетой И. С. Аксакова «День»), где помещал статьи по польскому вопросу, а также работы историософской направленности, среди которых выделялся отзыв «По поводу XIII и XIV томов „Истории России“ г. Соловьёва» (1865), где выражено полное несогласие с оценкой С. М. Соловьёвым роли Петра I в истории России. Редактировал издания сочинений И. В. Киреевского и выпустил в свет труд П. В. Киреевского «Собрание народных песен», за что был принят в ОЛРС.